# Chiesa di San Biagio e della Beata Vergine Immacolata
La chiesa di San Biagio e della Beata Vergine Immacolata è la parrocchiale di Codogno, in provincia e diocesi di Lodi; fa parte del vicariato di Codogno.

## Storia
La parrocchiale di San Biagio e Santa Maria Immacolata di Codogno è stata realizzata, nelle sue forme attuali, a partire dal 1511 su edificio preesistente. Il progetto di edificazione fu completato con la realizzazione, nel 1584, dell'attuale facciata in cotto su progetto dell'architetto cremonese Giovanni Battista Regorino.
Nel 1612 fu terminata la torre campanaria, portata all'altezza attuale riutilizzando i mattoni dei demoliti torrioni del Castello. Nei decenni successivi all'edificio furono apportate significative modifiche con la chiusura delle preesistenti finestre laterali (murate - ma ancora parzialmente visibili sul lato della piazza Cairoli -  e sostituite dagli attuali finestroni a tutto tondo) per permettere la realizzazione degli altari nelle navate laterali e soprattutto delle due cappelle del Rosario e di San Biagio che andarono a modificare l'originale impianto a croce latina.

## Architettura ed arte

### Facciata

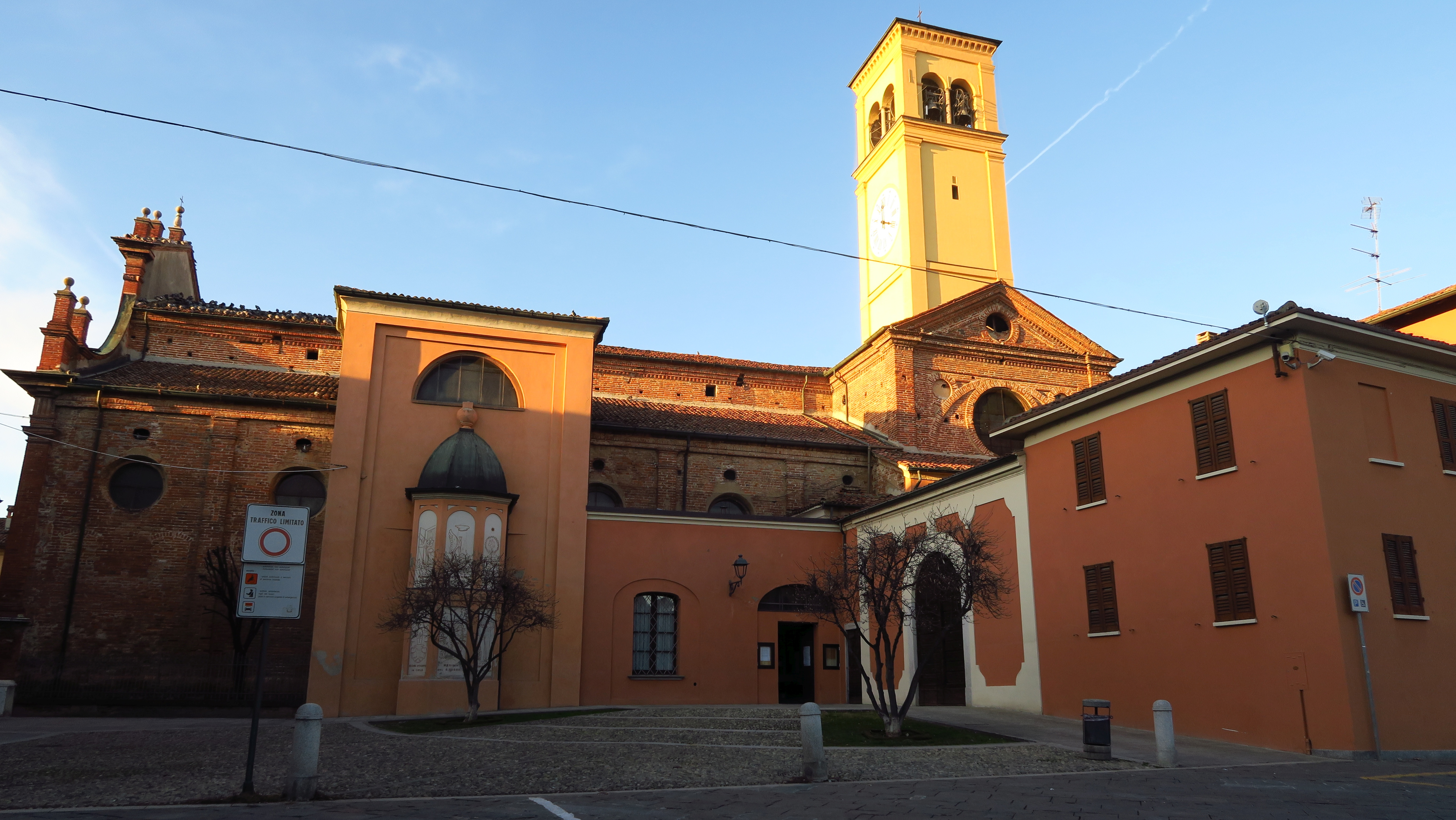
Chiesa San Biagio (Codogno), facciata laterale

La facciata in cotto, a due ordini, fortemente segnata dalle lesene binate e dalle interposte nicchie, richiama alcune architetture religiose cremonesi (città da cui proveniva l'architetto Regorini): in particolare la coeva chiesa di San Pietro al Po e quella di Santa Lucia. Il protiro in cotto, su alte colonne, è del 1585.
Nella nicchia centrale, sotto il timpano triangolare e sopra la serliana che illumina la navata centrale, c'è la statua di San Biagio, patrono della città.

### Interno

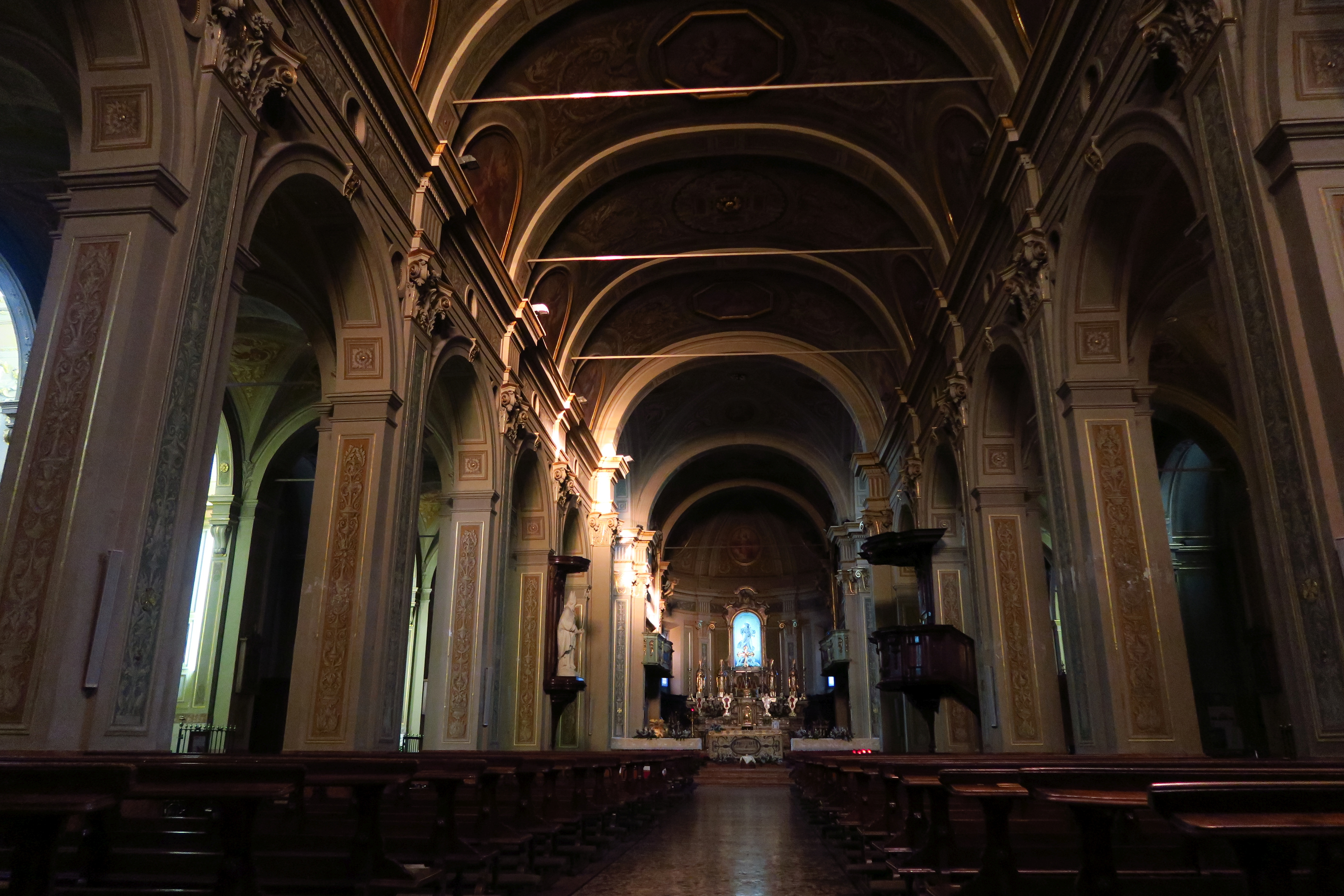
Chiesa San Biagio (Codogno), interno

L'interno è croce latina, a tre navate divise in sei campate, ciascuna con una cappella per lato. La navata centrale, cieca, è coperta con volta a botte e costoloni; le navate laterali, con finestre tonde e a lunetta alternate, presentano volte a crociera. Particolarmente interessante è l'articolazione degli spazi della navata centrale con l'uso di paraste ornate da capitelli corinzi, cornici e oculi in cotto.
Nell'interno sono conservate importanti opere del Seicento lombardo.
| Cappella    | Intitolazione                                  | Opera                                                                         | Attribuzione                         |
| ----------- | ---------------------------------------------- | ----------------------------------------------------------------------------- | ------------------------------------ |
| 1ª sinistra | Fonte Battesimale                              | Fonte battesimale (1569)                                                      | anonimo                              |
| 1ª sinistra | Fonte Battesimale                              | Battesimo di Cristo                                                           | anonimo                              |
| 2ª sinistra | Cappella della Natività o di San Giuseppe      | Natività (1531 circa)                                                         | Cesare Magni                         |
| 2ª sinistra | Cappella della Natività o di San Giuseppe      | San Sebastiano                                                                | anonimo                              |
| 2ª sinistra | Cappella della Natività o di San Giuseppe      | San Giacomo                                                                   | anonimo                              |
| 3ª sinistra | Cappella di San Biagio                         | San Biagio                                                                    | Pasquale Arzuffi                     |
| 3ª sinistra | Cappella di San Biagio                         | Altare settecentesco della distrutta chiesa di Santa Chiara                   |                                      |
| 4ª sinistra | Cappella del Sacro Cuore                       | Sacro Cuore                                                                   | anonimo (moderno)                    |
| 5ª sinistra | Cappella della Madonna di Lourdes              |                                                                               |                                      |
| 6ª sinistra | Cappella Mola                                  | Crocifisso ligneo (1584)                                                      | anonimo                              |
| 1ª destra   | Confessionale                                  | San Giuseppe con Bambino                                                      | anonimo                              |
| 2ª destra   |                                                | Madonna col Bambino e i Santi Genesio, Lorenzo e Giovanni Battista (XVI sec.) | Cristoforo Magnani (?)               |
| 2ª destra   | (parete sinistra) San Giovanni Battista (1533) | Callisto Piazza                                                               |                                      |
| 3ª destra   | Cappella del Rosario                           | statua della Madonna del Rosario in nicchia con baldacchino e colonne tortili | anonimo                              |
| 3ª destra   | Cappella del Rosario                           | (intorno alla nicchia centrale - 15 tele) Misteri del Rosario (1601)          | Andrea Mainardi detto il Chiaveghino |
| 3ª destra   | Cappella del Rosario                           | (nicchia destra) statua lignea di San Domenico (XVII sec.)                    | anonimo                              |
| 3ª destra   | Cappella del Rosario                           | (parete sinistra) Strage degli innocenti (XVII sec.)                          | Benedetto Marini                     |
| 3ª destra   | Cappella del Rosario                           | (parete destra) Adorazione dei Magi (XVII sec.)                               | Benedetto Marini                     |
| 3ª destra   | Cappella del Rosario                           | (volta) Storie della Vergine (XVII sec.)                                      | Benedetto Marini                     |
| 4ª destra   |                                                | Madonna col Bambino tra i Santi Francesco e Carlo Borromeo (circa 1620)       | Daniele Crespi (?)                   |
| 5ª destra   | Cappella Finetti                               | Madonna col Bambino e i Santi Pietro Martire e Vincenzo Ferreri (1531)        | Cesare Magni                         |
| 6ª destra   | Cappella Trivulzio                             | Assunzione della Vergine (1533)                                               | Callisto Piazza                      |

| Localizzazione        | Opera                                           | Attribuzione         |
| --------------------- | ----------------------------------------------- | -------------------- |
| Controfacciata destra | Annunciazione                                   | Alessandro Goldaniga |
| Transetto sinistro    | Maddalena penitente                             | anonimo XVII sec.    |
| Coro                  | Coro ligneo                                     | anonimo              |
| Coro                  | Statua marmorea della Madonna Immacolata (1680) | Siro Zanelli         |
| Presbiterio           | Balaustre (1631)                                | Angelo Nani          |
| Presbiterio           | Altare maggiore (1774)                          | Giuseppe Giusti      |